# Polycyrtus lovejoyi
Polycyrtus lovejoyi är en stekelart som beskrevs av Zuniga 2004. Polycyrtus lovejoyi ingår i släktet Polycyrtus och familjen brokparasitsteklar. Inga underarter finns listade i Catalogue of Life.